# جونيتشي أوكاموتو
جونيتشي أوكاموتو (باليابانية: 岡本 淳一) (28 يونيو 1978 في شيزوكا في اليابان – )؛ هو لاعب كرة قدم سابق كان يلعب كلاعب وسط.